# Чала (Гульрипшский район)
Чала (груз. ჭალა) или Науш (абх. Наушь) — село в Абхазии, в Гулрыпшском районе частично признанной Республики Абхазия, согласно административному делению Грузии — в Гульрипшском муниципалитете Абхазской Автономной Республики, недалеко от долины реки Кодор. Прежде носило названия Николо-Анастасьевка и Николаевка.

## Население
В 1959 году в селе Чала жило 364 человека, в основном грузины (в Ганахлебском сельсовете в целом — 1665 человек, в основном грузины и армяне). В 1989 году в селе жило 615 человек, в основном грузины.
В 1867 году из села Науш в Турцию было выселено коренное абхазское население.